# Prințesa Elisabeth de Anhalt
Prințesa Elisabeth de Anhalt  (7 septembrie 1857 - 20 iulie 1933) a fost penultima Mare Ducesă de Mecklenburg-Strelitz. 
A fost al treilea copil a lui Friedrich I, Duce de Anhalt și a Prințesei Antoinette de Saxa-Altenburg. În familie i se spunea "Elly".

## Biografie
La 17 aprilie 1877, la Dessau, Elisabeth s-a căsătorit cu Adolf Friedrich devenind Mare Ducesă Ereditară de Mecklenburg-Strelitz.
În urma decesului socrului ei la 30 mai 1904 și a ascensiunii soțului ei la tron, ea a devenit Mare Ducesă de Mecklenburg-Strelitz. Elisabeth și Adolf Friedrich au avut patru copii:
- Ducesa Maria (1878–1948) căsătorită cu (1) Contele George Jametel (2) Prințul Julius Ernst de Lippe
- Ducesas Jutta (1880–1946) căsătorită cu Danilo, Prinț Moștenitor de Muntenegru
- Ducele Adolphus Frederic al VI-lea (1882–1918)
- Ducele Karl Borwin (1888–1908); ucis în duel cu cumantul său contele George Jametel apărând onoarea surorii sale mai mari [1].

Marea Ducesă Elizabeth a participat activ la activitățile organizațiilor caritabile, a avut grijă de educația școlară și îngrijirea medicală.
Elizaveta Anhalt-Dessauskaya a fost îngropată în mormântul princiar al Bisericii Sf. Ioan de pe insula Palatului din Mirow.